# Манаков, Валентин Семёнович
Валентин Семёнович Манаков (12 февраля 1937, с. Рябово, Ханкайский район, Приморский край, РСФСР — 9 марта 2015, Новосибирск, Российская Федерация) — советский работник речного транспорта, капитан-помощник механика теплохода «ОТ-2032» Западно-Сибирского речного пароходства, Герой Социалистического Труда (1981).

## Биография
В речном флоте с 17 лет. В 1954—1959 гг. — рулевой, третий штурман пароходов «Столетов» и «Николай Добролюбов». В 1963 г. совершил свой первый рейс в капитанском звании. Инициатор и первый капитан на Оби, начавший водить большегрузные речные составы.
В 1971—1986 гг. капитан группы самых мощных теплоходов Западно-Сибирского речного пароходства. Первым провёл состав из шести спаренных барж — «двойку» габаритами 36 на 300 метров от Томского порта до низовьев, доставив 18 тысяч тонн грузов для народного хозяйства. Затем повёл на Север гигантские составы из восьми и десяти сцепленных попарно барж, доведя их суммарный вес до 30 тысячи тонн.
В 1986—2001 гг. — начальник судоходной инспекции Обского бассейна. В 1989 году заочно окончил факультет судовождения Новосибирского института инженеров водного транспорта (ныне — Новосибирская государственная академия водного транспорта).
Жил в Новосибирске. Похоронен на Заельцовском кладбище.

## Награды
Указом Президиума Верховного Совета СССР от 2 апреля 1981 года за выдающиеся производственные достижения, досрочное выполнение заданий десятой пятилетки и социалистических обязательств ему было присвоено звание Героя Социалистического Труда с вручением ордена Ленина и золотой медали «Серп и Молот».
Награждён двумя орденами «Знак Почёта» (1966, 1973), медалями.
Лауреат Государственной премии СССР (4.11.1976). Заслуженный (1998) и почётный (2001) работник транспорта Российской Федерации.